# Hermanos Tonetti
Los hermanos Tonetti (José y Manolo Villa del Río) fueron unos payasos de España, especialmente conocidos durante la segunda mitad del siglo XX. Fueron además empresarios circenses. José nació en Santander (1920) y falleció en Madrid ( 20 de febrero de 2004). Manolo o "Nolo" nació en Santander (1928) y murió en  Algete (4 de diciembre de 1982).

## Biografía
La afición de José por el circo comenzó cuando era pequeño, en que se tiznaba la cara y contaba historias a sus amigos de la calle Zapatero, en la cuesta de la Atalaya, en la ciudad de Santander (Cantabria). En su niñez, José Villa trabajó con su padre en la compañía de electricidad Electra de Viesgo. A los 12 años entró a trabajar en la Rondalla Katiuska. Después ―a pesar de la oposición de sus padres― José Villa decidió dedicarse al circo.
Pocos años después, su hermano Manolo Nolo Villa entró a trabajar en el Circo Americano. Uno de sus amigos, Borja Esquivias (más conocido como "Bore"), llegó a formar parte del grupo de Los hermanos Tonetti. A comienzos de los años cincuenta se unieron a un grupo de artistas ―entre los cuales no existía ningún lazo familiar― y formaron el grupo de payasos Hermanos Tonetti, nombre adoptado en homenaje al célebre payaso italiano Antonet. En 1955 crearon el circo itinerante Radio Circo, que más tarde pasó a denominarse Circo Hervás. En España eran años de esplendor para el circo. En el Atlas desfilaron figuras mundiales de la talla de Bela Kremo, Tangarica, Belli o Pinito del Oro, los Feller o Cesare Togni,  Monroe entre otros. José Villa, el payaso tonto y desgarbado, y Nolo, el clown de cara blanca, formaron el dúo conocido como Hermanos Tonetti.
Uno de sus números cómicos más conocidos era el de «guantes de ciclista» o «colchón verde».
Los anunciaba el santanderino Pepe Juárez: «¡Los Hermanos... Toneeeeeeeeetti!».
José fue padre de dos hijos, Víctor y María del Mar (Marietta).
A finales de los años setenta, la crisis económica afectó al circo y los hermanos Tonetti permanecieron a duras penas en activo hasta 1982. El 31 de julio de 1982, Manolo tuvo una crisis nerviosa en escena, por la que tuvo que ser internado. En noviembre de 1982 tuvieron que cerrar el circo. A primera hora de la tarde del sábado 4 de diciembre de 1982, en Algete, cerca de Madrid, se suicidó Manolo Villa, a los 54 años de edad, casado, sin hijos. Estaba afectado por una profunda depresión, pese a recibir tratamiento psicológico durante un tiempo.

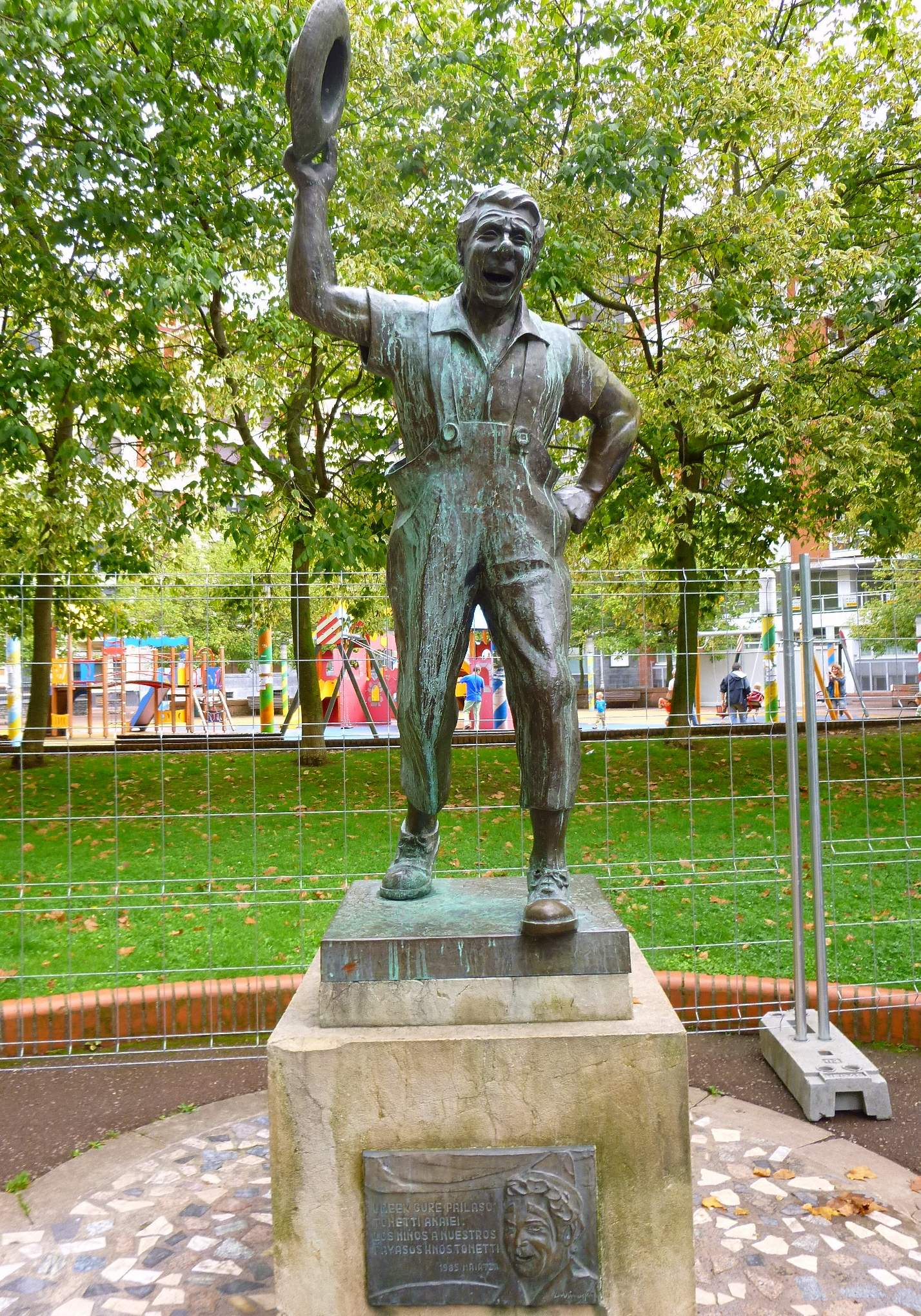
Monumento a los Tonetti en Bilbao

Durante un tiempo el mayor de los Tonetti actuó en solitario, pero en 1984 falleció su hijo Víctor a causa de un accidente de motocicleta. Es entonces cuando José Villa decidió retirarse.
Desde 1996 se concede en Bilbao el premio Tonetti, a personas que se destacan por su labor humanitaria en el ámbito nacional e internacional. Los galardonados reciben, entre otros obsequios, una estatua de bronce del payaso de 16 kilos de peso. Han recibido el galardón, entre otros, el político sudafricano Nelson Mandela, premio Nobel de la Paz, y el inmunólogo colombiano Manuel Elkin Patarroyo (1946-), creador de la vacuna contra la malaria.
José Villa del Río fundó el Club de Payasos Españoles y Artistas del Circo, de carácter benéfico, con el que actuaron desinteresadamente en numerosas ciudades españolas. José Villa, que en su retiro madrileño de la localidad de Algete se dedicó a escribir versos y a la pintura. En noviembre de 2002 fue ingresado grave en el Hospital de Basurto tras sufrir un infarto cerebral, después de haber entregado los premios que llevan su nombre, concede cada año la Asociación Amigos de Tonetti y reconocen acciones humanitarias de especial relevancia.
José Villa del Río, el mayor de los hermanos Tonetti, murió el 20 de febrero de 2004 a los 83 años. Sus restos fueron cremados y sus cenizas, esparcidas por el acantilado del faro de Cabo Mayor, en Santander, por su viuda Paquita, en presencia de su hija Marietta y de un reducido grupo de parientes y admiradores del artista.

## Premios y reconocimientos
Pepe fue premiado por diversas instituciones:
- 1971: Insignia del Club de Payasos
- 1972: Premio Nacional del Circo concedido por el Ministerio de Educación y Cultura
- 1974: Cruz de la Orden Civil de la Beneficencia
- 1977: Premio Molino de Oro
- 1985: Medalla de Cantabria
- 1993: medalla de Oro al Mérito en las Bellas Artes
- 1998: Premio Nacional del Circo concedido por el Ministerio de Educación y Cultura

Tiene monumentos en Santander y en Bilbao.